# Масондо, Амос
 Амос Масондо (англ. Amos Masondo; род. 21 апреля 1953, Louwsburg, Квазулу-Натал) — государственный и политический деятель Южно-Африканской Республики, занимал должность мэра Йоханнесбурга с 5 декабря 2000 года по 25 мая 2011 года.

## Биография
Амос Масондо родился 21 апреля 1953 года в Соуэто, пригороде Йоханнесбурга. В 1972 году Амос присоединился к движению южноафриканских студентов, выступающих за отмену режима апартеида. В 1974 году принимал участие в создании подпольных ячеек в Соуэто и был заключен в тюрьму на острове Роббен, где отбывал наказание с 1975 по 1981 год. После освобождения Амос присоединился к Гражданской ассоциации Соуэто, а в 1982 году стал членом Комитета десяти. Он был одним из основателей Объединенного демократического фронта и член первого Временного исполнительного комитета. 
В декабре 2000 года был избран мэром Йоханнесбурга, в своей предвыборной программе он указал главными пунктами: экономический рост и создание новых рабочих мест, развитие системы здравоохранения, борьба с распространением ВИЧ инфекции. Амос Масондо в марте 2006 был переизбран на второй срок, а в мае 2011 года уступил кресло мэра Парксу Тау.